# Jennifer Garner

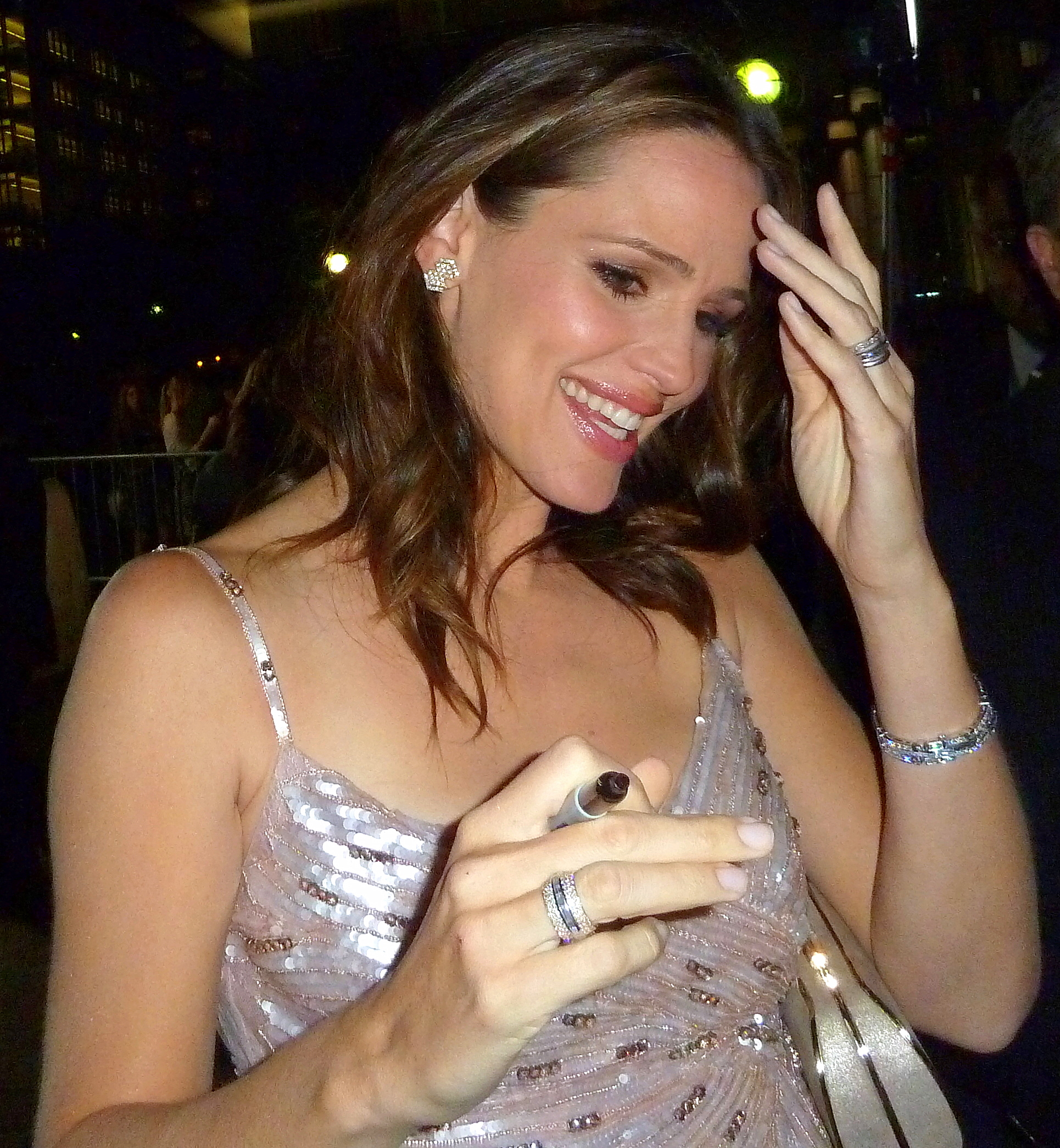
Garner na TIFF w 2011

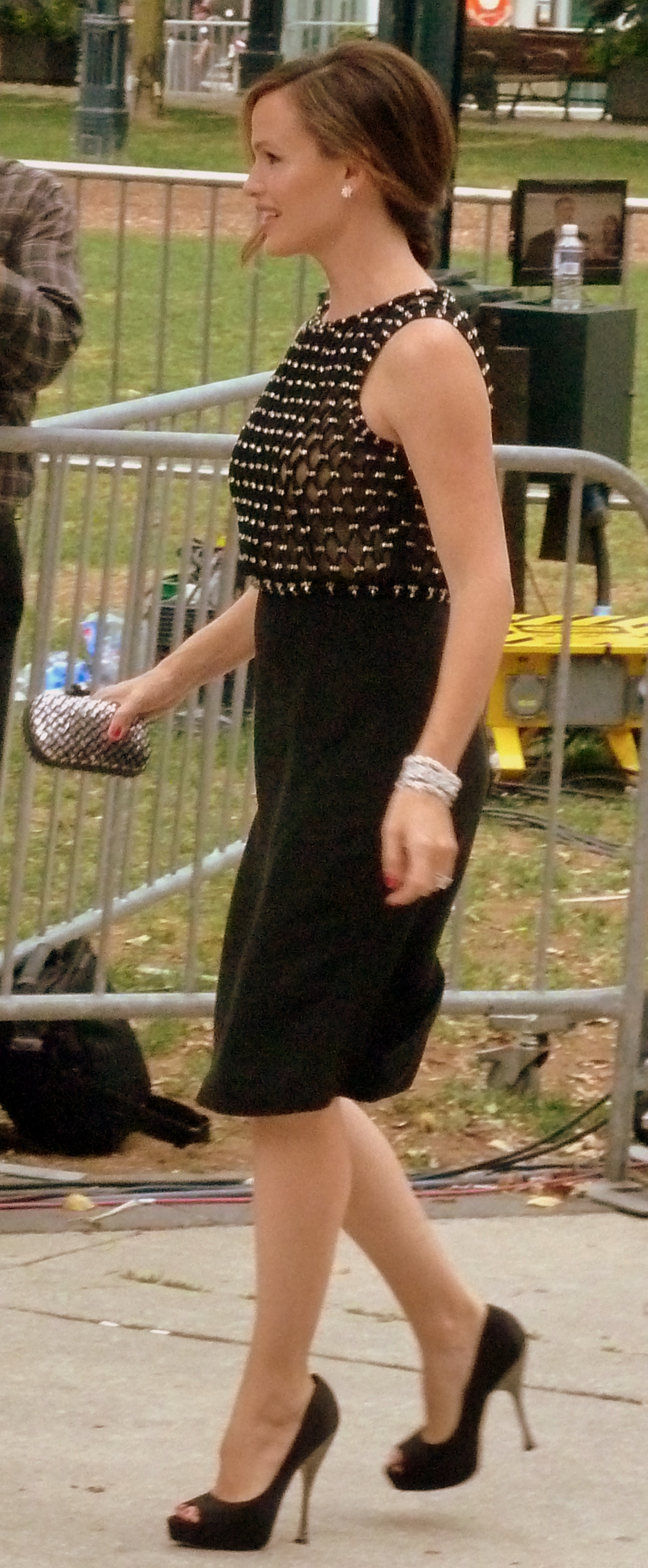
Jennifer Garner na premierze Argo (TIFF 2012)

Jennifer Anne Garner (ur. 17 kwietnia 1972 w Houston) – amerykańska aktorka i producentka, która grała m.in. tytułową rolę w serialu Agentka o stu twarzach, za którą otrzymała Złoty Glob oraz główną rolę w komedii romantycznej Dziś 13, jutro 30.
Prowadzi działalność społeczną na rzecz wczesnej edukacji dzieci m.in. w międzynarodowej fundacji chroniącej prawa dzieci Save the Children.

## Życie prywatne
Dwukrotnie zamężna. Od 19 października 2000 do 30 marca 2003 jej mężem był aktor Scott Foley. Następnie poślubiła aktora Bena Afflecka, z którym ma córkę Violet Anne (ur. 2005), niebinarne dziecko Fin (ur. 2009 jako Seraphina) i syna Samuela Garnera Afflecka (ur. 2012). Od 2015 byli w separacji, a trzy lata później się rozwiedli.

## Filmografia
- 1995: Zoja (Zoya) jako dorosła Sasha
- 1996: Szlak trupów (Dead Man’s Walk) jako Clara Forsythe (serial TV)
- 1996: Prawo i porządek jako Jaime (serial TV)
- 1996: Żniwo ognia (Żniwo ognia) jako Sarah Troyer
- 1996: Spin City jako Becky (serial TV, gościnnie)
- 1996: Meandry sprawiedliwości (Swift Justice) jako Allison (serial TV, gościnnie)
- 1997: Pan Magoo (Mr. Magoo) jako Stacey Sampanahoditra
- 1997: The Player jako Celia Levison
- 1997: In Harm's Way jako Kelly
- 1997: Różane wzgórze (Rose Hill) jako Mary Rose
- 1997: Przejrzeć Harry’ego (Deconstructing Harry) jako kobieta w windzie
- 1997: Plac Waszyngtona (Washington Square) jako Marian Almond
- 1998: 1999 jako Annabell
- 1998: Significant Others jako Nell Glennon (serial TV)
- 1998–2002: Felicity jako Hannah Bibb (serial TV)
- 1999: Po wstrząsie (Aftershock: Earthquake in New York) jako Diane Agostini
- 1999–2001: A życie kołem się toczy (Time of Your Life) jako Romy Sullivan (serial TV)
- 2000: Stary, gdzie moja bryka? (Dude, Where's My Car?) jako Wanda
- 2001: Pearl Harbor jako pielęgniarka Sandra
- 2001–2006: Agentka o stu twarzach (Alias) jako agentka Sydney Bristow (serial TV)
- 2001: Rennie's Landing jako Kylie Bradshaw
- 2002: Złap mnie, jeśli potrafisz (Catch Me If You Can) jako Cheryl Ann
- 2003: Daredevil jako Elektra Natchios
- 2004: Dziś 13, jutro 30 (13 Going On 30) jako Jenna Rink
- 2005: Elektra jako Elektra Natchios
- 2006: Pajęczyna Charlotty (Charlotte's Web) jako Susy (głos)
- 2007: Królestwo (The Kingdom) jako Janet Mayes
- 2007: Złów i wypuść (Catch and Release) jako Gray
- 2007: Juno jako Vanessa Loring
- 2008: Great Performances jako Roxane
- 2009: Było sobie kłamstwo (The Invention of Lying) jako Anna McDoogles
- 2009: Duchy moich byłych (Ghosts of Girlfriends Past) jako Jenny Perotti
- 2010: Walentynki (Valentine's Day) jako Julia Fitzpatrick
- 2011: Arthur (Arthur) jako Susan Johnson
- 2011: Jak po maśle (Butter) jako Laura Pickler
- 2012: Niezwykłe życie Timothy’ego Greena (The Odd Life of Timothy Green) jako Cindy Green
- 2013: Witaj w klubie (Dallas Buyers Club) jako doktor Eve Saks
- 2014: Ostatni gwizdek (Draft Day) jako Ali
- 2014: Uwiązani (Men, Women & Children) jako Patricia Beltmeyer
- 2014: Alexander – okropny, straszny, niezbyt dobry, bardzo zły dzień (Alexander and the Terrible, Horrible, No Good, Very Bad Day) jako Kelly Cooper
- 2015: Idol (Danny Collins) jako Samantha Leigh Donnelly
- 2016: Cuda z nieba (Miracles from Heaven) jako Christy Beam
- 2016: Jak zostać kotem (Nine Lives) jako Lara Brand
- 2016: Wakefield (Zaginiony bez śladu) jako Diana Wakefield
- 2016: Dzień Matki (Mother's Day) jako Podporucznik Dana Barton
- 2017: Plemiona Palos Verdes (The Tribes Of Palos Verdes)  jako Sandy Mason
- 2018: Smak zemsty (Peppermint)   jako Riley North
- 2018: Twój Simon  (Love, Simon)  jako Emily Spier
- 2021: Dzień na tak (Yes Day) jako Allison Torres
- 2021: Projekt Adam (The Adam Project) jako Ellie Reed
- 2023: Melanż z muchą (Party Down) jako Evie Adler (serial TV)
- 2023: O jedno cię proszę (The Last Thing He Told Me) jako Hannah Hall (serial TV)
- 2023: Rodzinne zamiany (Family Switch) jako Jess
- 2024: Deadpool & Wolverine jako Elektra

## Nagrody
- Złoty Glob Najlepsza aktorka w serialu dramatycznym: 2002 Agentka o stu twarzach
- Nagroda Gildii Aktorów Ekranowych Najlepsza aktorka w serialu dramatycznym: 2005 Agentka o stu twarzach